# Olyra glaberrima
Olyra glaberrima är en gräsart som beskrevs av Giuseppe Raddi. Olyra glaberrima ingår i släktet Olyra och familjen gräs. Inga underarter finns listade i Catalogue of Life.